# Jorge Otero
Jorge Otero Bouzas (né le 28 janvier 1969 à Nigrán, dans la Province de Pontevedra) est un footballeur espagnol des années 1990 et 2000.

## Biographie
En tant que défenseur, Jorge Otero est international espagnol à neuf reprises (1993–1996) pour aucun but inscrit. Il honore sa première sélection le 8 septembre 1993 à Alicante contre le Chili, match qui se solde par une victoire ibérique (2-0). Il participe à la Coupe du monde de football de 1994, où il joue deux matchs sur les cinq (remplaçant contre la Suisse (prend un carton jaune à la 87e minute) et titulaire contre l'Italie). L'Espagne est éliminée en quarts. Il participe aussi à l'Euro 1996, ne faisant qu'un seul match contre la France. L'Espagne est encore éliminée en quarts.
Il commence sa carrière au Celta de Vigo, remportant une D2 en 1992 et il est finaliste de la coupe du roi en 1994. Il fait ensuite trois au Valence CF, est finaliste de la coupe du roi en 1995 et deuxième de la Liga en 1996. Puis il joue quatre saisons au Betis Séville, en terminant deuxième de D2 en 2001. Il fait deux saisons à l'Atlético Madrid, remportant une D2 en 2002. Pour finir, il joue ses deux dernières saisons à Elche CF, sans rien remporter.

## Clubs
- 1986–1987 : Celta B
- 1987–1994 : Celta Vigo
- 1994–1997 : Valence CF
- 1997–2001 : Betis Séville
- 2001–2003 : Atlético Madrid
- 2003–2005 : Elche CF

## Palmarès
- Championnat d'Espagne de football D2

- - Champion en 1992 et en 2002
  - Vice-champion en 2001
- Coupe d'Espagne de football
  - Finaliste en 1994 et en 1995
- Championnat d'Espagne de football
  - Vice-champion en 1996